# Hasili
Hasili est une jument pur-sang anglais née en 1991 et morte en 2018, par Kahyasi et Kerali, par High Line.

## Carrière de course
Élevée par son propriétaire, le prince saoudien Khalid Abdullah, envoyée en France à l'entraînement chez Henri-Alex Pantall, Hasili ne put se mettre en évidence sur les pistes au-delà du niveau listed, en gagnant une sur l'hippodrome de Nantes, et se classant seconde dans deux autres (dont le Prix Imprudence, derrière la championne Coup de Génie).   

## Au haras
Si elle n'a pas marqué les esprit sur les pistes, en revanche Hasili allait se révéler au haras comme une phénoménale poulinière, l'une des meilleures de l'histoire, faisant mieux que les grandes Fall Aspen, Dahlia, Darara, Urban Sea, Toussaud et You'resothrilling en donnant naissance à 5 vainqueurs de Groupe 1, et aussi bien qu'Astronomie, poulinière de l'élevage Boussac, qui a produit l'équivalent de cinq vainqueurs, dont Caracalla, mais avant l'introduction du système des courses de groupe  en 1971. Au total, ses rejetons se sont présentés au départ de 63 Groupe 1, pour 43 victoires et places - un record. Elle fut mise à la retraite en 2012 et mourut au haras de son propriétaire-éleveur, Juddmonte Farms, en 2018.

### La descendance de Hasili
- 1994 - Dansili (Danehill) : Prix du Muguet (Gr.2), Prix Edmond Blanc (Gr.3), Prix Messidor (Gr.3). 2e Poule d'Essai des Poulains, Sussex Stakes, Prix de la Forêt, Queen Anne Stakes (Gr.2). 3e Breeders' Cup Mile, Prix Jacques Le Marois, Prix du Moulin de Longchamp. Étalon influent, père notamment de Rail Link (Prix de l'Arc de Triomphe, Grand Prix de Paris), Harbinger (King George), Flintshire (Grand Prix de Paris, Hong Kong Vase, 2e du Prix de l'Arc de Triomphe), Zambezi Sun (Grand Prix de Paris), The Fugue (Nassau Stakes, Irish Champion Stakes, Yorkshire Oaks), Dank (Breeders' Cup Filly & Mare Turf), Miss France (1000 Guinées)...
- 1997 : Vide de Zafonic.
- 1998 - Banks Hill (Danehill) : Meilleure 3 ans en Europe en 2001, Meilleure jument sur le gazon aux États-Unis  en 2001 et 2002. Breeders' Cup Filly & Mare Turf (+2e), Coronation Stakes, Prix Jacques Le Marois (+2e), Prix de Sandringham (Gr.2). 2e Poule d'Essai des Pouliches, Prix du Moulin de Longchamp (2 fois). 3e Prince of Wales's Stakes, Prix d'Ispahan, Yellow Ribbon Stakes (Gr.1). Mère de :
  - Ideal World (Kingmambo) : 2e Prix Niel.
  - Romantica (Galileo) : Prix Jean Romanet, Prix de la Nonette (Gr.2), Prix Allez France (Gr.3). 2e Breeders' Cup Filly & Mare Turf, Prix Chloé (Gr.3), Prix de Psyché (Gr.3). 3e Prix Corrida (Gr.2).
  - Trojan Queen (Empire Maker), mère de : 
    - Emergent (Oasis Dream) : 3e 1000 Guineas Trial Stakes (Gr.3)
    - Sangarius (Kingman) : Hampton Court Stakes (Gr.3). 2e Huxley Stakes. 4e Dewhurst Stakes.
    - Bee Queen (Makfi), mère de :
      - Belbek (Showcasing) : Prix Jean-Luc Lagardère, Prix du Bois (Gr.3).
- 1999 - Heat Haze (Green Desert) : Matriarch Stakes (Gr.1), Beverly D. Stakes (Gr.1). 2e Diana Handicap (Gr.1). 3e Flower Bowl Invitational (Gr.1). 4e Breeders' Cup Filly & Mare Turf. 5e Poule d'Essai des Pouliches. Mère de : 
  - Forge (Dubawi) : 2e Bernard Baruch Handicap (Gr.2), Thoroughbred Stakes (Gr.3), Tampa Bay Stakes (Gr 3). 3e Maker's Mark Mile (Gr.1), Jersey Stakes (Gr.3).
  - Mirage Dancer (Frankel) : Metropolitan Handicap (Gr.1), Glorious Stakes (Gr.3), 2e Princess of Wales's Stakes (Gr.2), Legacy Cup, 3e Caufield Cup (Gr.1), Great Voltigeur Stakes (Gr.2), Tercentenary Stakes (Gr.3).
- 2000 - Intercontinental (Danehill) : Meilleure jument sur le gazon aux États-Unis en 2005. Breeders' Cup Filly & Mare Turf, Matriarch Stakes (Gr.1). 3e 1000 Guinées, Grand Critérium, John C Mabee Handicap (Gr.1), Prix de Sandringham. 4e Prix de la Forêt. Mère de : 
  - Wendla (Ulysses) : Cornelscourt Stakes (Gr.3).
- 2001 - Cacique (Danehill) : Manhattan Handicap (Gr.1), Man O'War Stakes (Gr.1), Prix Daniel Wildenstein. 2e Arlington Million (Gr.1), United Nations Stakes (Gr.1), Woodford Reserve Turf Classic Stakes (Gr.1), Prix Jean Prat, Grand Prix de Paris. 3e Prix d'Ispahan. 4e International Stakes.
- 2003 - Champs Elysées (Danehill) : Northern Dancer Breeders' Cup Turf Stakes (Gr.1), Canadian International Stakes; San Marcos Stakes (Gr.2), Prix d'Hédouville (Gr.3). 2e Gran Premio del Jockey-Club (Gr.1), Hollywood Turf Cup Stakes (Gr.1, x2), Prix Maurice de Neuil (Gr.2), Prix Daphnis (Gr.3), Prix du Prince d'Orange (Gr.3). 3e Canadian International Stakes (Gr.1).
- 2005 - Raise The Flag (m, Sadler's Wells)
- 2006 - N. (f, Empire Maker)
- 2007 - Deluxe (Storm Cat) : 2e Prix Saint-Alary. 4e Prix de Diane.
- 2008 - Very Good News (Empire Maker), mère de :
  - 2014 - Weekender (Frankel) : 3e Irish St. Leger, Henry II Stakes (Gr.3)
- 2011 - Responsible (Oasis Dream), mère de :
  - 2016 - Obligate (Frankel) : Prix de Sandringham. 3e Prix Rothschild. Mère de :
    - 2021 - Lead Artist (Dubawi) : Lockinge Stakes, Thoroughbred Stakes (Gr.3), Darley Stakes (Gr.3)

## Origines
Hasili est issue de Kahyasi, auteur du doublé Derby  / Irish Derby pour le compte de l'Aga Khan. Etalon sous-estimé, essentiellement soutenu par la jumenterie de l'Aga Khan, il a souvent été heureux avec ses filles, donnant deux lauréates du Prix de Diane (Zainta et Vereva), mais également un vainqueur du Grand Prix de Paris, Kalkhevi. Outre Hasili, il s'est signalé comme père de mères via Shamdala (Grand Prix de Milan) et surtout la grande championne Zarkava.

 Côté maternel, Hasili se recommande de son aïeule Sookera (Cheveley Park Stakes).

### Pedigree
| Origines de Hasili (IRE), jument baie née en 1991 | Origines de Hasili (IRE), jument baie née en 1991 | Origines de Hasili (IRE), jument baie née en 1991 | Origines de Hasili (IRE), jument baie née en 1991 |
| ------------------------------------------------- | ------------------------------------------------- | ------------------------------------------------- | ------------------------------------------------- |
| Père Kahyasi                                      | Ile de Bourbon                                    | Nijinsky                                          | Northern Dancer                                   |
| Père Kahyasi                                      | Ile de Bourbon                                    | Nijinsky                                          | Flaming Page                                      |
| Père Kahyasi                                      | Ile de Bourbon                                    | Roselière                                         | Misti                                             |
| Père Kahyasi                                      | Ile de Bourbon                                    | Roselière                                         | Peace Rose                                        |
| Père Kahyasi                                      | Kadissya                                          | Blushing Groom                                    | Red God                                           |
| Père Kahyasi                                      | Kadissya                                          | Blushing Groom                                    | Runaway Bride                                     |
| Père Kahyasi                                      | Kadissya                                          | Kalkeen                                           | Sheshoon                                          |
| Père Kahyasi                                      | Kadissya                                          | Kalkeen                                           | Gioia                                             |
| Mère Kerali                                       | High Line                                         | High Hat                                          | Hyperion                                          |
| Mère Kerali                                       | High Line                                         | High Hat                                          | Madonna                                           |
| Mère Kerali                                       | High Line                                         | Time Call                                         | Chanteur                                          |
| Mère Kerali                                       | High Line                                         | Time Call                                         | Aleria                                            |
| Mère Kerali                                       | Sookera                                           | Roberto                                           | Hail to Reason                                    |
| Mère Kerali                                       | Sookera                                           | Roberto                                           | Bramalea                                          |
| Mère Kerali                                       | Sookera                                           | Irule                                             | Young Emperor                                     |
| Mère Kerali                                       | Sookera                                           | Irule                                             | Iaround (famille 11)                              |